# Zaruandates
Zaruandates filho de Bandigano (em persa médio: zrwnd't ZY bndk'n; romaniz.: Zurwāndād ī Bandagān; em parta: zrw'ndt bndkn; romaniz.: Zurwāndād  Bandagān; em grego clássico: Ζαρουανδατ(ης) Βανδιγαν; romaniz.: Zarouandat(es) Bandigan) foi um nobre sassânida do século III, ativo durante o reinado do xá Sapor I (r. 240–270). É conhecido apenas através de sua menção na inscrição Feitos do Divino Sapor na qual apenas se menciona que era filho de Bandigano. Nela, aparece em sexagésima segunda posição na lista de dignitários, atrás do mago Cartir.